# ناوکی هیراوکا
ناوکی هیراوکا (انگلیسی: Naoki Hiraoka؛ زادهٔ ۲۴ مهٔ ۱۹۷۳) بازیکن فوتبال اهل ژاپن است.
از باشگاه‌هایی که در آن بازی کرده‌است می‌توان به باشگاه فوتبال شیمیزو اس-پالس، باشگاه فوتبال ناگویا گرامپوس، و باشگاه فوتبال گامبا اوساکا اشاره کرد.